# Laurent Sandoz
Pour les articles homonymes, voir Sandoz (homonymie).
 (mai 2022).
Si vous disposez d'ouvrages ou d'articles de référence ou si vous connaissez des sites web de qualité traitant du thème abordé ici, merci de compléter l'article en donnant les références utiles à sa vérifiabilité et en les liant à la section « Notes et références ».
Laurent Sandoz (né le 17 juillet 1951 à Neuchâtel) est un comédien et professeur d'art dramatique suisse romand.

## Biographie
Après un baccalauréat littéraire en 1971, Laurent Sandoz étudie à la faculté de lettres de l'Université de Neuchâtel jusqu'en 1972. De 1972 à 1975, il suit les cours de l'École supérieure d'art dramatique de Strasbourg.
Depuis, il joue dans une centaine de spectacles, sous la direction d’une trentaine de metteurs en scène différents, parmi lesquels Benno Besson (L'Oiseau vert), Martine Paschoud, Dominique Pitoiset, François Rochaix (de nombreux spectacles dont la Fête des Vignerons où il incarne Arlevin), Gisèle Sallin, André Steiger, Claude Stratz, Jean-Pierre Vincent, Michel Voïta, Nicolas Rossier et Geneviève Pasquier.
Il tourne dans une quinzaine de films pour la télévision et le cinéma (Les Petites Fugues d’Yves Yersin et, plus récemment, 15, rue des Bains de Nicolas Wadimoff).
En 2018, il tourne dans le feuilleton TV Double vie de Bruno Deville. 
Il enseigne à l’École supérieure d'art dramatique de Genève, et dans les classes pré-professionnelles du Conservatoire de musique de Genève. Il prend sa retraite en juin 2016.
Il publie "Faire du théâtre- Les premiers pas", un premier roman roman : "15 ans !", un deuxième roman "Les deux du Bas-Moulin", édité aux éditions Mon Village.
Il chante un récital Brassens avec Rémy Dell'Ava à la guitare et Sandro Rossetti à la contrebasse.
Il est marié et père de trois enfants.